# Saint-Perdoux (Lot)
Saint-Perdoux település Franciaországban, Lot megyében. Lakosainak száma 202 fő (2022. január 1.). Saint-Perdoux Cardaillac, Prendeignes és Viazac községekkel határos.

## Népesség
A település népessége az elmúlt években az alábbi módon változott:
| Lakosok száma | 235  | 206  | 206  | 202  | 194  | 199  | 211  | 213  | 215  | 202  |
|               | 1968 | 1982 | 1990 | 2006 | 2013 | 2015 | 2017 | 2019 | 2020 | 2022 |